# Jeanne Vielliard
Jeanne Vielliard fou una filòloga francesa nascuda a París el 26 de maig de 1894 i morta a Maisons-Laffitte ( Yvelines ) el 3 de novembre de 1979 Va dirigir l'Institut de Recerca i Història dels Textos de 1940 a 1964.

## Biografia
Jeanne Marie Vielliard va néixer el el 26 de maig de 1894 al número 99 del boulevard Arago, al XIV districte de París. Els seus pares, Jean Edme Vielliard i Marie Madeleine Célestine Boscher, tenien respectivament 38 i 25 anys quan va néixer.
Jeanne Vielliard es va graduar en filosofia el 1912 abans d'estudiar a l'Escola Normal Catòlica. El 1920, va ser l'única dona admesa a l'École nationale des chartes. Es va graduar com a primera de la seva promoció el 1924, amb una tesi titulada El llatí dels diplomes reials i les cartes privades de l'època merovíngia També va estudiar a l'École pratique des hautes études, que va publicar la seva tesi el 1927.
El seu càrrec de millor alumna li va permetre ser enviada a l'Escola Francesa de Roma. Aleshores va ser la primera dona a ser admesa allà. Ella s'hi queda des del 1er d'octubre de 1924 fins al 30 setembre de 1927
Des del 1er d'octubre de 1927 Oficialment hi va romandre 4 anys, fins 31 de  juliol de 1931, però el 1928 va ser destinada a l'Arxiu de la Corona d'Aragó a Barcelona, on va examinar els registres de la cancelleria aragonesa, una tasca que donaria lloc a diverses publicacions amb Robert Avezou i Léon Mirot
Entre 1931 i 1937, Jeanne Vielliard va ser conservadora als Arxius Nacionals Va acompanyar Félix Grat en el seu projecte de creació de l'Institut de Recerca i Història dels Textos, que es va fundar el 1937. A la mort de Félix Grat el 1940, Jeanne Vielliard va esdevenir directora de l'institut i va romandre així fins al 1964
El 1972, es va convertir en la primera dona a ocupar la presidència anual de la Société de l'Histoire de France.

## Publicacions
- Le latin des diplômes royaux et chartes privées de l'époque mérovingienne. E. Champion, 1927..
- Les ex-libris de Robert Cami, Grand Prix de Rome, Société française des collectionneurs d'ex-libris, 1934.
- editant [[[:Plantilla:Google Livres]] Le guide du pèlerin de Saint-Jacques de Compostelle]. Librairie Philosophique J. Vrin, 1984. ISBN 2711691098. OCLC 12965361..
- Jeanne Vielliard. Notes sur l'iconographie de saint Pierre (en français). H. Champion, 1er janvier 1929, p. 16.. Recension : François Deshoulières, Iconographie de saint Pierre, Bulletin Monumental, tome 89, n°3, 1930. pp. 561-562.
- Vielliard, Jeanne (1930): Nouveaux documents sur la culture catalane au Moyen Age, Dans Estudis Universitaris catalans, t. XV, p. 31-
- Vielliard, Jeanne (1936): Pèlerins d'Espagne à la fin du Moyen Age. Dans Homenatge a Antoni Rubió i Lluch, 3 vols. Vol. II, Barcelona, p. 265-300
- Vielliard, Jeanne (1961): Horloges et horlogers catalans a la fin du Moyen Age. Boulletin Hispanique des Annales de la Fac. de Lettres de Bordeaux, vol 63, juillet-desembre, p. 161-168. Translated into English: Vielliard, Jeanne (1978): Catalan clocks and clockmakers. Antiquarian Horology, Spring, p. 722-727. Trad. a l’espanyol: Vielliard, Jeanne (1983): La rueda catalina. Madrid-València: Ed. Albatros, 1983

## Documentació
Alguns dels seus arxius estan dipositats a l'Institut National d'Histoire de l'Art.